# Šepseskare
Šepseskare byl egyptským faraonem 5. dynastie. Vládl přibližně v ~2403 př. n. l. Přesná délka jeho vlády není známa, Manehto a Turínský královský papyrus uvádějí, že vládl 7 let. Z dalších královských seznamů ho uvádí ještě Ebozevská deska. a Sakkárský královský seznam. Celkově je o něm málo informací, není ani jisté, jaké pořadí v seznamů faraonů 5. dynastie mu patří. Český egyptolog Miroslav Verner ho řadí mezi vlády faraonů Neferirkarea a Raneferefa. Naopak jinde se považuje za Raneferefova následníka. Zároveň se také vedou diskuze o jeho rodičích, kterými mohli být Neferirkare a královna Chentkaus II., jeho bratrem by pak byl Raneferef. Možná vysvětlení naznačují poslední archeologické nálezy a jejich analýza v celém kontextu dat získaných na Abúsírské lokalitě. Bylo nalezeno jen několik několika zlomků hliněných pečetí. O jeho vládě a činech se nic neví, není známa ani jeho hrobka. Společně s faraonem Menkauhorem ze stejné dynastie patří k nejméně známým faraonům starého Egypta. V 80. letech 20. století byla jižně od pyramidy krále Sahurea v Abúsíru objevena nedokončená pyramida. Je možné, že tato pyramida je právě Šepseskareovou hrobkou.